# Idaea renularia
Idaea renularia là một loài bướm đêm trong họ Geometridae.